# Simon Zagermann

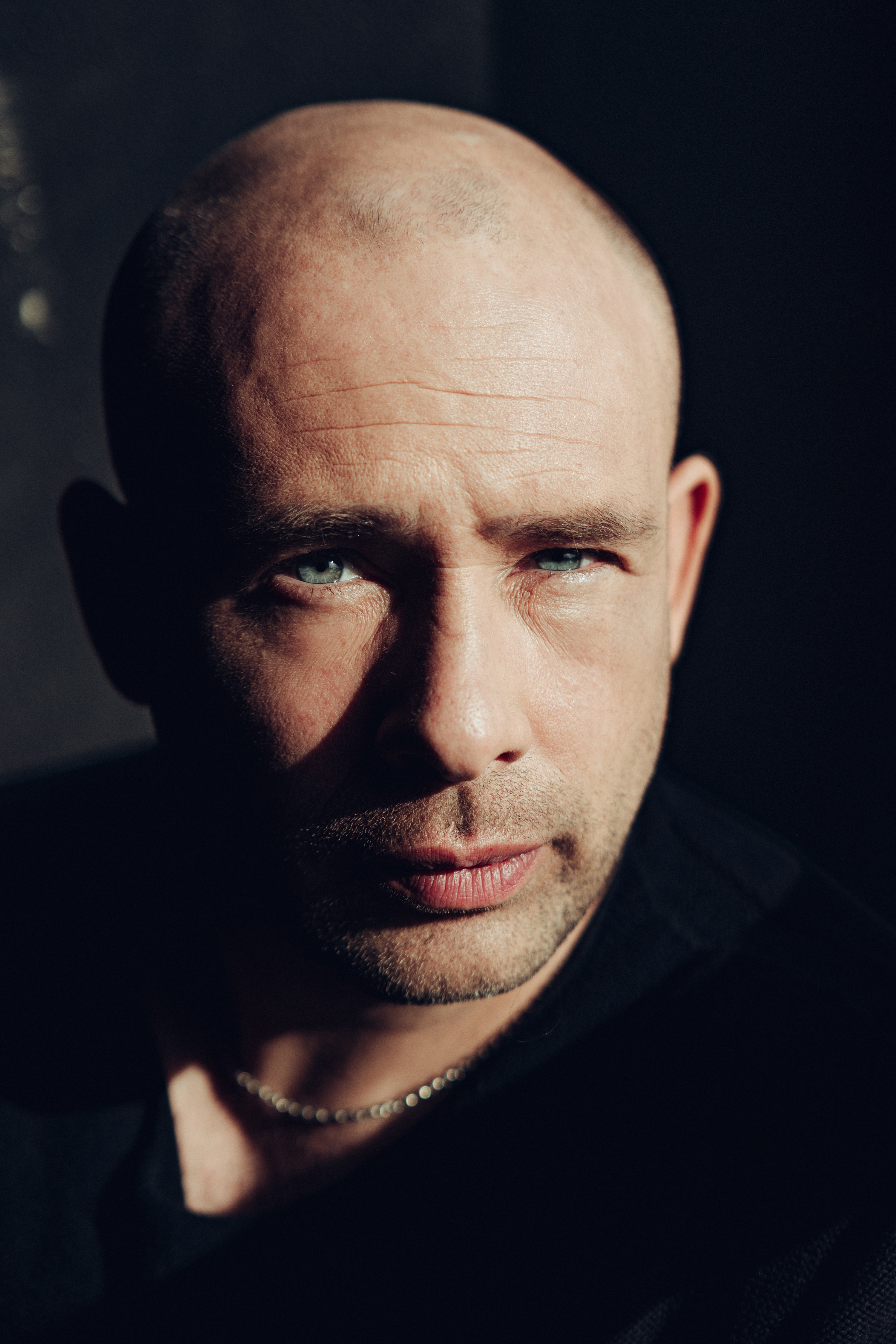
Simon Zagermann (2023). Foto: Joel Heyd

Simon Zagermann (* 1981 in München) ist ein deutscher Schauspieler.

## Ausbildung und künstlerische Karriere
Zagermann studierte zwischen 2004 und 2008 an der Hochschule für Schauspielkunst Ernst Busch in Berlin. Er wirkte bereits am Nationaltheater Mannheim, dem Maxim-Gorki-Theater, Deutsches Nationaltheater Weimar, dem Schauspielhaus Graz, dem Schauspielhaus Wien, dem Burgtheater Wien und dem Theater Basel.
Seit 2019 ist Simon Zagermann festes Ensemble-Mitglied des Residenztheaters München. Er ist zudem Lehrbeauftragter im Fachbereich Schauspiel an der Otto Falckenberg Schule sowie der Bayerischen Theaterakademie August Everding.
2014 erhielt Simon Zagermann eine Nominierung zum Schauspieler des Jahres für seine Darstellung des Alfred Loth in „Vor Sonnenaufgang“ in der Bearbeitung von Ewald Palmetshofer.

## Theater (Auswahl)

### Schauspielhaus Graz
- 2012: Nora (als Thorwald Helmer). Von Henrik Ibsen. Inszenierung: Wojtek Klemm[5][6]

### Schauspielhaus Wien
- 2013: Die schmutzigen Hände - Les mains sales (als Hoederer). Von Jean-Paul Sartre. Inszenierung: Wojtek Klemm[7][8]
- 2013: Princip - Dieses Grab ist mir zu klein (als Nedeljko). Von Biljana Srbljanović. Inszenierung: Michał Zadara[9][10]
- 2014: Was es bedeutet baden zu gehen (als David). Von Bastian Sistig (Uraufführung). Inszenierung: Sebastian Schug[11][12][13]

### Theater Basel
- 2015: Engel in Amerika (als Belize). Von Tony Kushner. Inszenierung: Simon Stone[14][15][16][17]
- 2015: Edward II. - Die Liebe bin ich (als König Edward II.). Von Ewald Palmetshofer nach Christopher Marlowe. Inszenierung: Nora Schlocker (Koproduktion mit dem Schauspielhaus Wien und den Wiener Festwochen)[18]
- 2016: Drei Schwestern (als Viktor). Nach Anton Pawlowitsch Tschechow. Inszenierung: Simon Stone[19]
- 2016: Nirgends in Friede. Antigone (als Haimon). Von Darja Stocker nach Sophokles. Inszenierung: Felicitas Brucker[20][21][22][23]
- 2017: Oresteia (als Agamemnon). Musiktheater nach der Orestie von Aischylos mit Musik von Iannis Xenakis Inszenierung: Calixto Bieito Musikalische Leitung: Franck Ollu[24]
- 2017: Vor Sonnenaufgang (als Alfred Loth). Von Ewald Palmetshofer nach Gerhart Hauptmann. Inszenierung: Nora Schlocker[25]
- 2018: Othello X (als Othello). Von Nuran David Calis nach William Shakespeare. Inszenierung: Nuran David Calis[26]
- 2019: Hotel Strindberg (div. Rollen) Von Simon Stone nach August Strindberg. Inszenierung: Simon Stone (Eine Koproduktion des Theaters Basel mit dem Burgtheater Wien)[27][28]
- 2020: Graf Öderland (als Dr. Hahn / Ein Sträfling). Nach Max Frisch. Inszenierung: Stefan Bachmann[29]

### Burgtheater Wien
- 2018: Hotel Strindberg (div. Rollen) Von Simon Stone nach August Strindberg. Inszenierung: Simon Stone (Eine Koproduktion des Burgtheaters Wien mit dem Theater Basel)[30]

### Residenztheater München
- 2019: Drei Schwestern (als Viktor). Nach Anton Pawlowitsch Tschechow. Inszenierung: Simon Stone (Übernahme der Uraufführungsinszenierung vom Theater Basel)[31][32][33][34]
- 2019: Vor Sonnenaufgang (als Alfred Loth). Von Ewald Palmetshofer nach Gerhart Hauptmann. Inszenierung: Nora Schlocker (Übernahme der Uraufführung vom Theater Basel)[35]
- 2020: Einer gegen alle (Ensemble). Frei nach dem Roman von Oskar Maria Graf in einer Bearbeitung von Alexander Eisenach. Inszenierung: Alexander Eisenach[36]
- 2021: Dekalog (Ensemble). Nach dem gleichnamigen Drehbuch von Krzysztof Kieślowski und Krzysztof Piesiewicz  Inszenierung: Calixto Bieito[37]
- 2021: Unsere Zeit (als Konrad). Von Simon Stone nach Motiven von Ödön von Horváth (Uraufführung/Auftragswerk). Inszenierung: Simon Stone[38][39][40][41][42][43]
- 2021: Graf Öderland (als Dr. Hahn / Ein Sträfling). Nach Max Frisch. Inszenierung: Stefan Bachmann (Übernahme der Inszenierung vom Theater Basel)[44]
- 2022: Gier unter Ulmen (als Simeon Cabot). Von Eugene O’Neill. Inszenierung: Evgeny Titov[45]
- 2022: Das Vermächtnis - The Inheritance (als Junger Mann  / Jasper / Paul Wilcox / Anderer Agent). Von Matthew Lopez, frei nach dem Roman «Howards End» von E.M. Forster. Inszenierung: Philipp Stölzl[46][47]
- 2022: Der Schiffbruch der Fregatte Medusa (div. Rollen). Von Alexander Eisenach nach dem historischen Bericht von Jean-Baptiste Henri Savigny und Alexandre Corréard. Inszenierung: Alexander Eisenach[48]
- 2022: Das Käthchen von Heilbronn (als Theobald Friedeborn, Vater von Käthchen / Geheimrat). Nach Heinrich von Kleist. Inszenierung: Elsa-Sophie Jach[49]
- 2023: Götz von Berlichingen (als Franz von Sickingen). Nach Johann Wolfgang von Goethe. Inszenierung: Alexander Eisenach[50][51][52]
- 2023: Peer Gynt (als Aslak, ein Schmied /Troll /Herr von Eberkopf / Ein norwegischer Kapitän). Inszenierung: Sebastian Baumgarten[53]
- 2023: Antigone (als Innenminister). Nach Sophokles und  Slavoj Žižek. Inszenierung: Mateja Koležnik[54]
- 2023: Yvonne, Prinzessin von Burgund (als König Ignaz). Von Witold Gombrowicz. Inszenierung: Miloš Lolić[55]
- 2024: Moby-Dick (als Walfänger). Nach Herman Melville. Inszenierung: Stefan Pucher[56][57][58]
- 2024: Die Wildente (als Hjalmar Ekdal, sein Sohn). Nach Henrik Ibsen. Inszenierung: Johannes Holmen Dahl[59]
- 2025: Daddy (als Der Vater & Big Daddy). Von Marion Siéfert und Matthieu Bareyre. Inszenierung: Daniela Kranz[60]
- 2025: Kasimir und Karoline (als Kasimir). Von Ödön von Horváth. Inszenierung: Barbara Frey[61]

## Filmographie (Auswahl)
- 2005: Kommunikation ist alles (Hauptrolle). Kurzfilm. Regie: Nergis Usta[62][63]
- 2008: Tannöd
- 2008: Kinder des Sturms
- 2009: Mord mit Aussicht
- 2009: Hopfensommer
- 2010: SOKO Köln
- 2017: Drei Schwestern (als Viktor). Nach Anton Pawlowitsch Tschechow. Inszenierung: Simon Stone (3sat-Fernsehaufzeichnung der Uraufführungsinszenierung vom Theater Basel)[64]
- 2018: Tatort: Freies Land
- 2021: Strafe - Episode 4: Das Seehaus
- 2021: Der Pass - Staffel 2 (als SEK Einsatzleiter)
- 2024: Der Alte - Folge 458: Nur das Beste
- 2024: Friesland – Folge 20: Sterneduell

## Ehrungen und Auszeichnungen
- 2016: Nestroy-Theaterpreis mit Ensemble für Engel in Amerika (Theater Basel) als beste Aufführung im deutschsprachigen Raum
- 2017: Einladung zum Schweizer Theatertreffen mit Ensemble für Engel in Amerika (Theater Basel)
- 2017: Einladung zum Berliner Theatertreffen mit Ensemble für Drei Schwestern (Theater Basel)
- 2017: Einladung zum Schweizer Theatertreffen mit Ensemble für Drei Schwestern (Theater Basel)
- 2017: Stück des Jahres (Theater heute) mit Ensemble für Drei Schwestern (Theater Basel)
- 2017: Nominierung für Nestroy-Theaterpreis für Drei Schwestern (Theater Basel) als beste Aufführung im deutschsprachigen Raum
- 2019: Einladung zum Berliner Theatertreffen mit Ensemble für Hotel Strindberg (Theater Basel)[65]
- 2021: Einladung zum Berliner Theatertreffen mit Ensemble mit Graf Öderland (Theater Basel/ Residenztheater München)
- 2022: Nominierung für Nestroy-Theaterpreis für Das Vermächtnis (Residenztheater München) als beste Aufführung im deutschsprachigen Raum
- 2023: Einladung zum Berliner Theatertreffen mit Ensemble mit Das Vermächtnis (Residenztheater München)